# Combat Ju-Jutsu
Combat Ju-Jutsu is een moderne vechtsport en zelfverdedigingssysteem dat elementen combineert van traditioneel Ju-Jutsu, worstelen, boksen, sambo, judo en kickboksen. Het is gericht op realistische, praktische gevechtstechnieken die toepasbaar zijn in zowel sportieve als zelfverdedigingssituaties. Combat Ju-Jutsu staat bekend om zijn directe en efficiënte aanpak, met nadruk op controle, overnames, grondgevecht en snelle uitschakeling van de tegenstander.

## Geschiedenis
Combat Ju-Jutsu heeft zijn oorsprong in de traditionele Japanse krijgskunsten, maar is in de 20e en 21e eeuw verder ontwikkeld door militaire en politie-eenheden wereldwijd, met name in Rusland, Oost-Europa en Zuid-Amerika. In de jaren 2000 werd de sport internationaal gestructureerd dankzij de oprichting van de Combat Ju-Jutsu International Federation (CJJIF).

## Kenmerken
- Combinatie van staand en grondgevecht
- Klemmen, worpen, verwurgingen en stoten zijn toegestaan
- Gericht op zelfverdediging én competitief vechten
- Technieken zijn effectief tegen gewapende en ongewapende tegenstanders
- Vechten vindt plaats in een ring, kooi of op matten, afhankelijk van de discipline

## Disciplines
Combat Ju-Jutsu kent meerdere wedstrijdvormen, waaronder:
- Ground Combat
- Close Combat
- Full Combat
- Self Defense